# Friedrichshain (Felixsee)
Friedrichshain (in basso sorabo: Frycowy Gaj) è una frazione del comune tedesco di Felixsee, nel Land del Brandeburgo.

## Storia
Il 31 dicembre 2011 il comune di Friedrichshain venne fuso con i comuni di Bloischdorf, Bohsdorf e Klein Loitz, formando il nuovo comune di Felixsee.